# José Doreste
José Luis Doreste Blanco (Las Palmas de Gran Canaria, 18 settembre 1956) è un ex velista spagnolo.

## Palmarès

### Olimpiadi
- 1 medaglia:
  - 1 oro (Seul 1988 nella classe Finn)